# Norunn Tveiten Benestad
Norunn Tveiten Benestad (* 8. November 1956 in Sarpsborg) ist eine norwegische Politikerin der konservativen Partei Høyre. Von 2013 bis 2021 war sie Abgeordnete im Storting.

## Leben
Nach dem Abschluss der Schulzeit studierte sie von 1976 bis 1983 nordische Sprachen, Geschichte und Sozialanthropologie an der Universität Bergen und der Universität Oslo. Anschließend schloss sie ein pädagogisches Seminar ab und arbeitete bis 1986 als Lehrerin. Anschließend begann sie ein Studium der Marktkommunikation, das sie nicht abschloss. Benestad war ab 1987 als Pressechefin in verschiedenen Positionen tätig. In der Zeit ab 2002 arbeitete sie für den Verlag Cappelen Damm, ab 2012 als Leiterin der Hochschulabteilung. Sie saß von 2011 bis 2014 im Kommunalparlament von Kristiansand. 
Benestad zog bei der Parlamentswahl 2013 erstmals in das norwegische Nationalparlament Storting ein. Dort vertrat sie den Wahlkreis Vest-Agder und wurde zunächst Mitglied im Kirchen-, Bildungs- und Forschungsausschuss. Nach der Wahl 2017 wechselte sie in den Kommunal- und Verwaltungsausschuss. Im Jahr 2020 gab sie bekannt, bei der Stortingswahl 2021 nicht erneut für einen Sitz im Parlament kandidieren zu wollen. Sie schied in der Folge im Herbst 2021 aus dem Storting aus. 